# ジャボット島
座標: 北緯7度45分05秒 東経168度58分35秒 / 北緯7.75139度 東経168.97639度

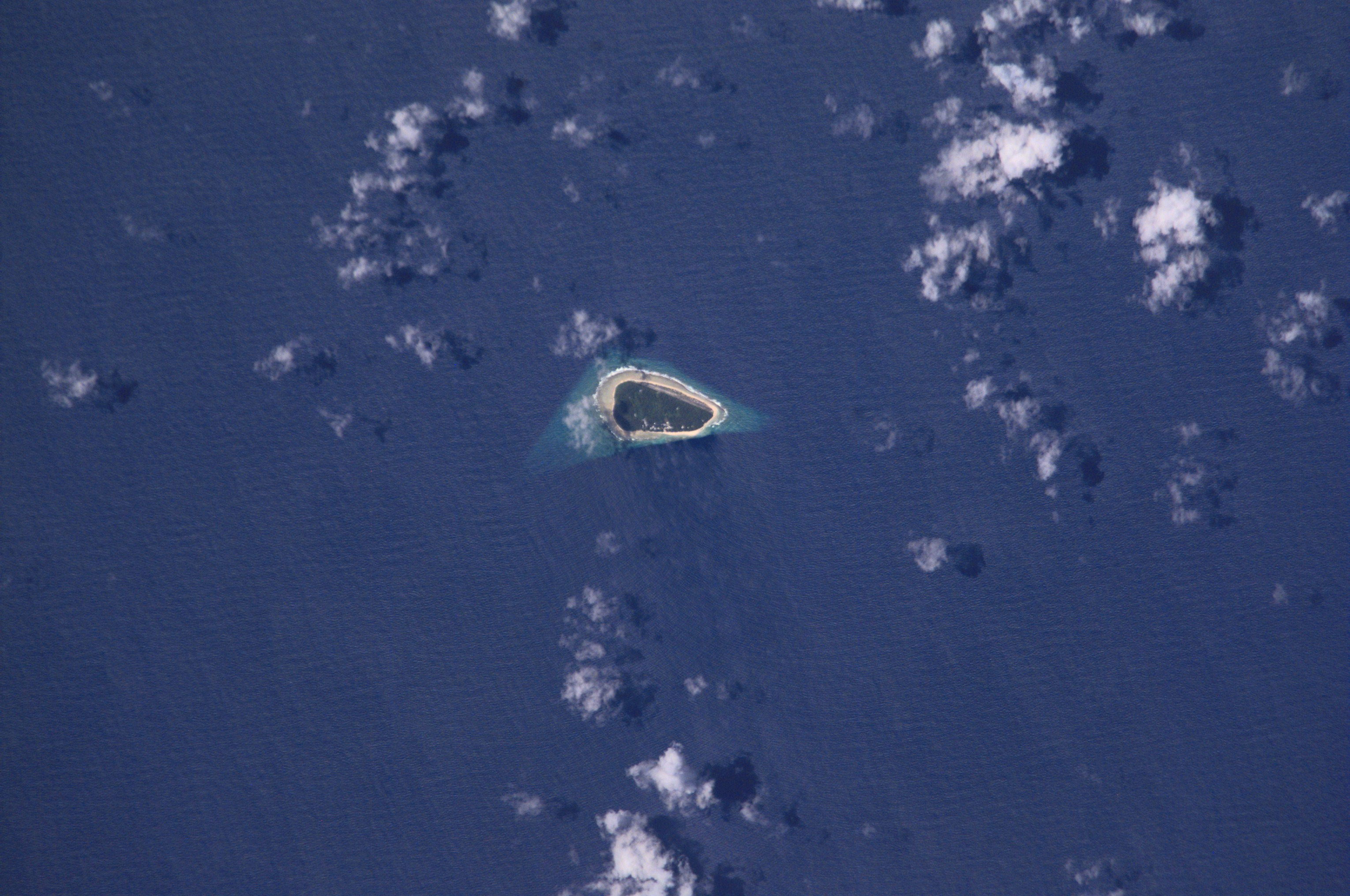
ジャボット島

ジャボット島は、太平洋上の小さな孤島で、国際法上はマーシャル諸島のラリック列島に属している。ジャボット島はアイリングラップ環礁から北東12kmの地点にある。この島の陸地の面積は0.6km2であり、島の長さは最も長い部分で1.2kmである。
ジャボット島は、ふさ飾り状で遠浅の珊瑚礁に囲まれており、これは島の南北方向に数kmに渡って続いている。